# Bitwa morska pod Kadyksem (1640)
Bitwa morska pod Kadyksem – starcie zbrojne, które miało miejsce w roku 1640 w trakcie wojny francusko-hiszpańskiej.
W roku 1640 pod Kadyksem doszło do bitwy morskiej pomiędzy francuską eskadrą admirała Jeana Armanda de Maillé-Brézé (6 okrętów liniowych) a flotą hiszpańską admirała Jerónimo Gómeza de Sandovala (12 galeonów). Obie strony walczyły bardzo zawzięcie na bliskim dystansie. Po jakimś czasie przewagę uzyskała artyleria francuska, która z łatwością trafiała w cel, zapalając 5 hiszpańskich okrętów. Na wniosek admirała de Maillé-Brézé, Francuzi spuścili szalupy ratując 300 znajdujących się w wodzie Hiszpanów. Reszta jednostek hiszpańskich wycofała się z akwenu. Straty hiszpańskie wyniosły 5 galeonów i ok. 1 500 ludzi. Francuzi stracili 800 zabitych i rannych.  